# Keileem
| Geologie van Nederland en Vlaanderen                                                  |
| ------------------------------------------------------------------------------------- |
| Jaknikker                                                                             |
| Grondsoorten                                                                          |
| veen · keileem · löss · mergel · rivierklei · pikklei                                 |
| Geomorfologie                                                                         |
| donk · geestgrond · jonge duinen · komgrond · sandr · strandwal · stroomrug · stuwwal |
| Diepere ondergrond                                                                    |
| Peelrandbreuk · Roerdalslenk · Zuidwalvulkaan                                         |
| Portaal Geologie                                                                      |

Keileem is een grondsoort bestaande uit een ongesorteerd mengsel van keien, grind, zand, klei en leem. Vaak worden in keileem ook zwerfstenen gevonden. Daarnaast kwam er oorspronkelijk vaak ook kalk in keileem voor, dat door chemische verwering vrijwel volledig is verdwenen. Keileem wordt onder landijs afgezet en kan dan ook als een vorm van till (grondmorene) worden beschouwd.

## Nederland
Het gewone keileem in Nederland is ongeveer 150.000 jaar geleden afgezet, tijdens het Saalien en is onderdeel van de lithostratigrafische Formatie van Drente. Vooral in de provincie Drenthe komt veel keileem dicht aan het oppervlak voor. Lokaal is dit keileem soms opgestuwd door het landijs. Voorbeelden hiervan zijn Gaasterland, Vollenhove, de Havelterberg, de Emminkhuizerberg, Schokland, Urk en op Wieringen en Texel. Binnen het gebied waarvan het keileem bekend is, is het ook veel in boringen aangetroffen.
Naast het keileem uit het Saalien is in een enkele boring keileem uit het Elsterien aangetroffen. Het werd onder andere gevonden in boring Oostmeep in de Waddenzee op een diepte van 51,70 meter onder de zeebodem.
Door erosie door middel van uitspoeling kunnen de stenen uit het keileem vrij komen. Soms wordt op deze manier het hele keileem opgeruimd en blijft het stenenresidu over. In de zee van het Eemien, de warme tijd die volgde op het Saalien, vormden dergelijke stenenvelden het substraat voor oesterbanken. Stenenvelden uit het Saalien zijn zelfs nu nog aan het oppervlak aanwezig. Bekende stenenvelden zijn onder andere de Texelse stenen en het Van der Lijn-reservaat bij Urk.
Omdat keileem slecht waterdoorlatend is, heeft deze grondsoort bijzonder veel invloed gehad op het Drentse landschap. De bodem is er door de keileemlaag moeilijk doordringbaar voor plantenwortels. Plaatselijk is de grond ook zeer nat, waardoor er gemakkelijk veenvorming plaatsvond. Onder het Nationaal Park Dwingelderveld bevindt zich een laag keileem van ongeveer 8 meter. Het grondwater doet er ongeveer 20 jaar over om daardoorheen te lopen.

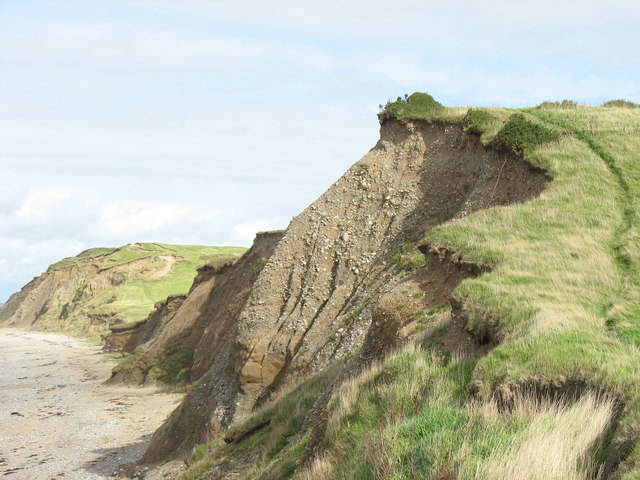
Keileemklippen in Gwynedd, met Dinas Dinlle op de achtergrond

Keileem is voor het eerst voor dijkbouw gebruikt bij de aanleg van de Korte Afsluitdijk, ter afsluiting van het Amstelmeer, en later ook voor de bouw van de Afsluitdijk en andere dijken.